# Bob Mackie
Robert Gordon Mackie (nacido el 24 de marzo de 1939) es un diseñador de moda y vestuarista estadounidense, conocido principalmente por vestir a iconos del entretenimiento como Cher, Lucille Ball, Carol Burnett, Diahann Carroll, Carol Channing, Ann-Margret, Bette Midler, Doris Day, Marlene Dietrich, Barbara Eden, Lola Falana, Judy Garland, Mitzi Gaynor, Elton John, Liza Minnelli, Marilyn Monroe, Marie Osmond, Dolly Parton, Miley Cyrus, Dottie West, Diana Ross, Tina Turner, Julia Louis-Dreyfus, Barbra Streisand y Oprah Winfrey, entre otros. Fue el diseñador de vestuario de todos los artistas en The Carol Burnett Show durante sus once años de emisión. Por su trabajo, Mackie ha recibido nueve premios Primetime Emmy, un premio Tony y tres nominaciones al Premio de la Academia al Mejor Diseño de Vestuario. En abril de 2023, Mackie recibió el primer Premio a la Trayectoria Giving Us Life otorgado por RuPaul en la final de la temporada 15 de RuPaul's Drag Race.

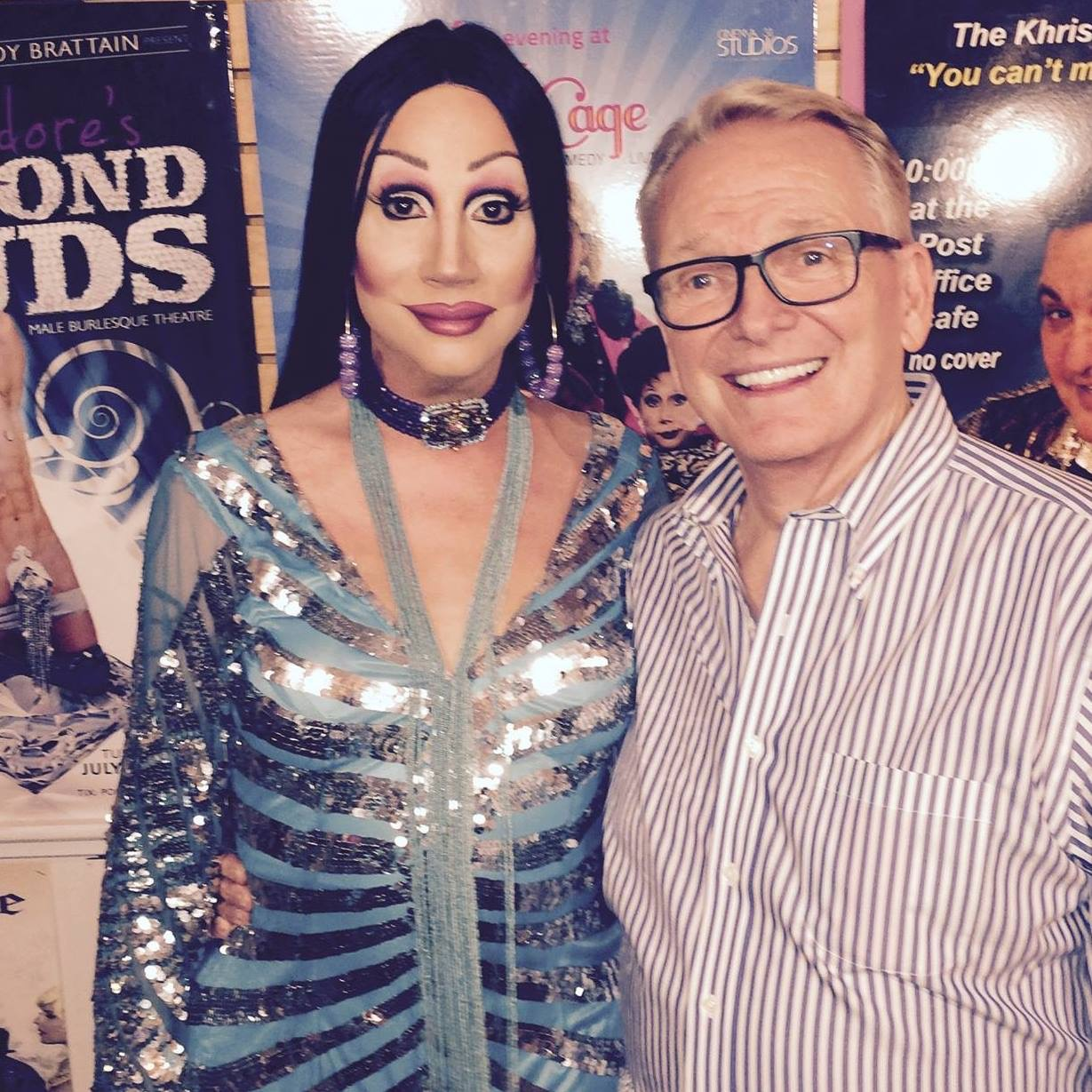
Bob Mackie

## Primeros años
Mackie nació el 24 de marzo de 1939 en Monterey Park, California, hijo de Charles Robert Mackie y Mildred Agnes (de soltera Smith) Mackie. Su padre trabajaba en el Bank of America. Tiene una hermana mayor.
Fue criado en su primera infancia por sus abuelos maternos en Alhambra, California, debido a que sus padres se divorciaron. Durante la escuela secundaria se mudó a Rosemead, California, y vivió con su padre. Asistió a la escuela secundaria de Rosemead.
Mackie continuó su educación en Pasadena City College y estudió un año en el Chouinard Art Institute, pero no obtuvo un título en ninguna de las dos instituciones. En Chouinard, Mackie estudió bajo la tutela de Eva Roberts, jefa del departamento de diseño de moda. Dejó Chouinard antes de tiempo porque consiguió su primer trabajo haciendo bocetos para Frank Thompson en Paramount Studios. Entre 1960 y 1963, Mackie trabajó como diseñador novato y asistente bajo la dirección del diseñador Ray Aghayan en Paramount Studios.

## Carrera profesional

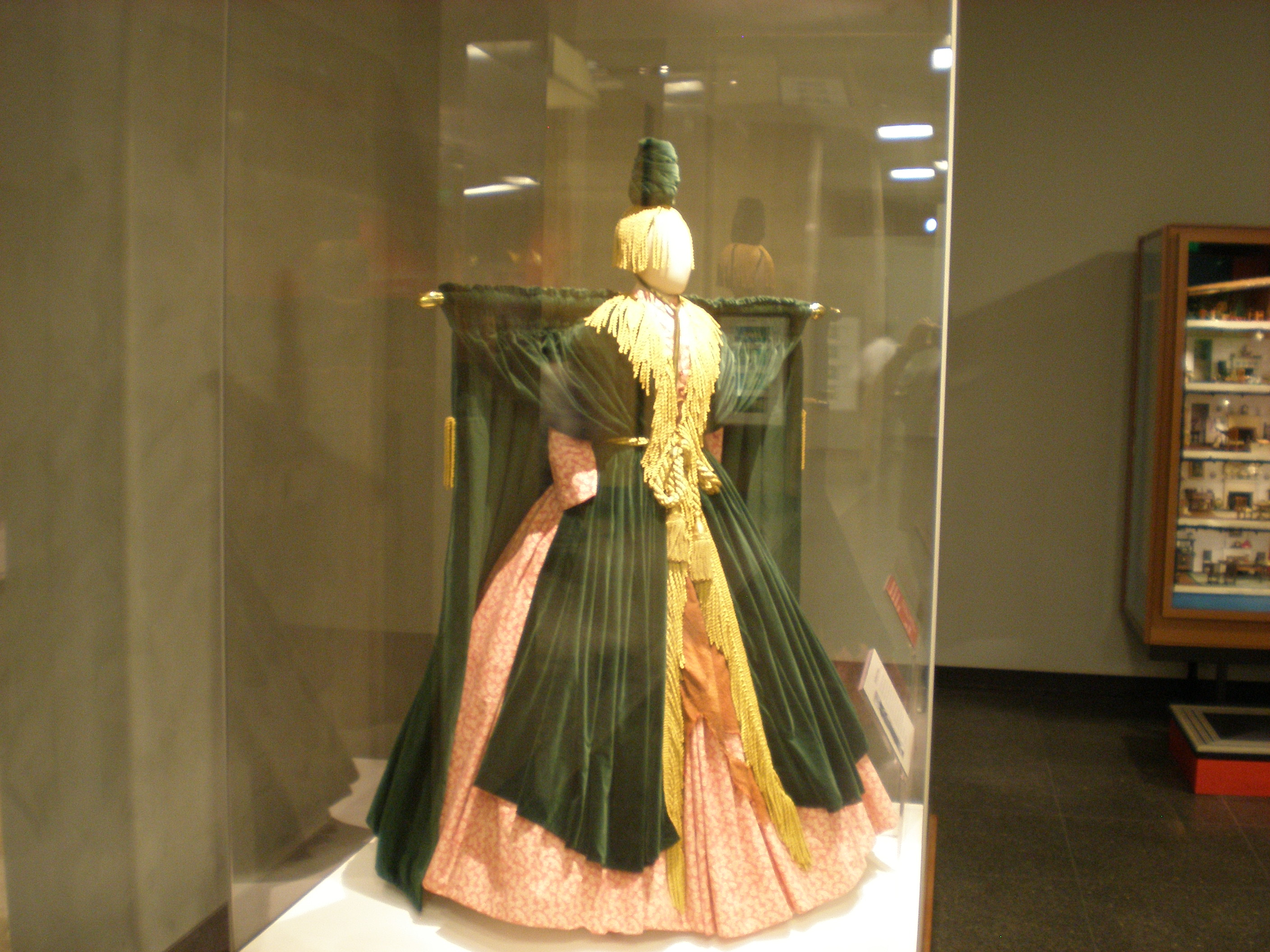
El vestido cortina, usado por Carol Burnett en "Went with the Wind!" en The Carol Burnett Show, una parodia de Lo que el viento se llevó.

En 1961, mientras trabajaba en Paramount Studios, la diseñadora de vestuario Edith Head descubrió a Mackie.
En los inicios de la carrera de Mackie, trabajó como ilustrador para el diseñador francés de alta costura Jean Louis, conocido por crear los vestidos de escenario usados por la actriz Marlene Dietrich durante su carrera como cantante de cabaret. Como una de sus primeras tareas, dibujó el boceto original del vestido que Marilyn Monroe usó en 1962 en la celebración del cumpleaños del presidente John F. Kennedy en el Madison Square Garden de Nueva York.

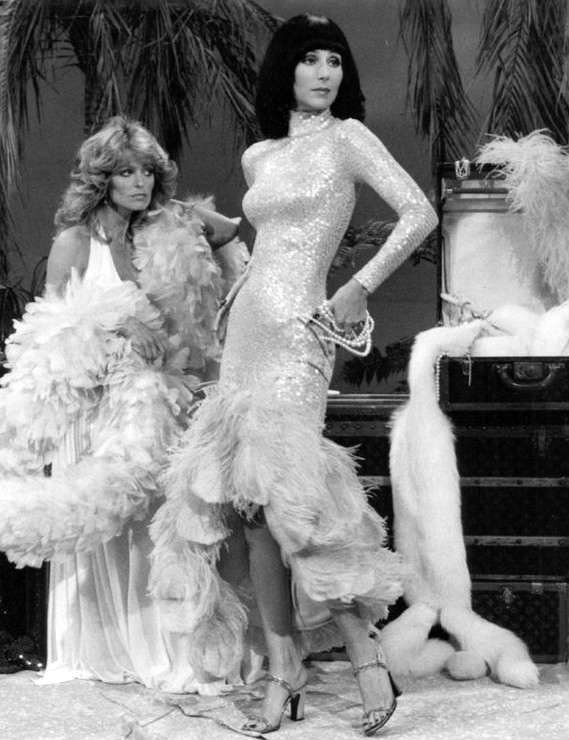
Bob Mackie diseña para Cher y Farrah Fawcett enThe Sonny & Cher Show (1976)

En 1966, Mackie fue contratado por Mitzi Gaynor para diseñar su nuevo espectáculo en el Riviera en Las Vegas. Mitzi fue la primera cliente estrella para la que Mackie diseñó un espectáculo completo. Continuaría diseñando para los especiales de televisión y los espectáculos en vivo de Mitzi durante los siguientes 50 años. Ganó dos premios Emmy por Logro Sobresaliente en Diseño de Vestuario para Música-Variedades por los especiales de TV de Mitzi "Mitzi...Roarin' in the Twenties" (1976) y "Mitzi...Zings Into Spring" (1977).
En 1969, Mackie fue contratado para diseñar el vestuario de Diana Ross, The Supremes y The Temptations en el especial de televisión GIT: On Broadway. En 1972, él y Aghayan fueron nominados al Mejor Diseño de Vestuario por Lady Sings The Blues, protagonizada por Diana Ross. Mackie y Diana Ross continuaron colaborando hasta bien entrado el siglo XXI, con Mackie diseñando vestuarios para la gira de Ross de 2010 More Today Than Yesterday: The Greatest Hits Tour.
Mackie diseñó vestuarios para los espectáculos de burlesque en Las Vegas Strip Hallelujah Hollywood, que se inspiró en las Ziegfeld Follies y se presentó en el MGM Grand (ahora Bally's Las Vegas) de 1974 a 1980, y Jubilee!, que se presentó de 1981 a 2016. Ambas producciones incluyen vestuarios intrincados y elaborados y escenarios grandiosos.
Imágenes de muchos de los bocetos de diseño de Mackie para estas producciones están disponibles en la colección "Showgirls" de las Colecciones Digitales de Bibliotecas de UNLV. Creó los vestuarios para la residencia Cher at the Colosseum en el Caesars Palace de Las Vegas de 2008 a 2011, así como para los espectáculos “Classic Cher” de 2017 en Las Vegas y Washington D. C..
Dos de las creaciones más recordadas de Mackie tenían un aspecto humorístico. Mientras trabajaba en The Carol Burnett Show, diseñó un "vestido cortina" (completo con una barra de cortina en los hombros) que Carol Burnett usó en Went with the Wind!, una parodia de Lo que el viento se llevó. Diseñó el exótico conjunto que Cher usó en los Premios de la Academia de marzo de 1986: pantalones negros ajustados, un taparrabos enjoyado, botas hasta la rodilla, un top de malla negro y un enorme tocado de plumas tipo Mohawk que era una vez y media más alto que su cabeza. Presentada por Jane Fonda con las palabras: "Esperen a ver lo que va a salir aquí". "Como pueden ver", dijo Cher, "recibí mi folleto de la Academia sobre cómo vestirse como una actriz seria".
Mackie diseñó vestuarios para Whitney Houston, especialmente vestidos de noche llamativos que usó durante muchos años en giras de conciertos y entregas de premios. A menudo se le conocía como "el sultán de las lentejuelas" o "el rajá de los diamantes de imitación", conocido por sus diseños de vestuario brillantes e imaginativos. Ha ganado nueve premios Emmy por sus diseños y ha sido nominado tres veces a un Premio de la Academia. Mackie ha dicho: "Una mujer que usa mi ropa no tiene miedo de ser notada".
En 1981, Mackie apareció como invitado en dos episodios de la serie de televisión The Love Boat. En 2002, Mackie fue incluido en el Salón de la Fama de la Televisión. En años más recientes, Mackie ha sido conocido principalmente como el diseñador de vestuario de los elaborados atuendos de Cher durante sus últimas giras, incluida su más reciente Here We Go Again Tour. En 2019, Mackie ganó el premio Tony al Mejor Diseño de Vestuario en un Musical por su trabajo en The Cher Show.
Más recientemente, en 2020, los vestidos de Mackie fueron presentados y usados por la presentadora de televisión Vanna White durante la semana del 27 de abril en el programa de larga duración Wheel of Fortune como parte de un homenaje al Área de la Bahía de San Francisco.

## Vida personal
El 14 de marzo de 1960, Mackie se casó con LuLu Porter (nacida Marianne Wolford), una cantante, actriz y posteriormente profesora de actuación. La pareja había tenido un hijo, Robert Gordon Mackie Jr. (conocido como "Robin"), el año anterior. La pareja se divorció en 1963. Robin, un maquillador, murió en 1993 a los 33 años de una enfermedad relacionada con el SIDA, falleciendo antes que sus padres.
A partir de 1963, la pareja sentimental de Mackie fue el diseñador de vestuario Ray Aghayan, con quien Mackie trabajaba como asistente. Los dos trabajaron juntos durante la década de 1970, además de tener clientes por separado. Permanecieron juntos hasta la muerte de Aghayan en 2011.

## En la cultura popular
- En el episodio 9 de la temporada 2 de The Looney Tunes Show, el Pato Lucas explica que está usando un traje de Bob Mackie en una foto de sí mismo.[27]
- En el episodio 18 de la temporada 5 de Los Simpson ("El heredero de Burns"), Bart Simpson le ofrece a Milhouse Van Houten la chaqueta que lleva puesta, afirmando que es un "original de Bob Mackie". Milhouse responde "¡Guau! ¡Un Bob Mackie!" antes de rechazar la oferta.[28]
- Mackie es un personaje en el musical jukebox The Cher Show.
- Referenciado en la serie GLOW de Netflix.[29]
- Referenciado en el episodio 20 de la temporada 10 de Modern Family ("Can’t Elope").
- Referenciado en la serie AJ and the Queen de Netflix.
- En Best in Show de Christopher Guest, al ver lo que lleva puesto su rival, el personaje de Michael McKean exclama: "Bob Mackie, ¿dónde estás cuando te necesitamos?".[30]
- En "Ode to Barbra Joan," episodio 20 de la temporada 1 de The Nanny, el padre de C.C. Babcock, Stuart, consiente a la protagonista Fran Fine llevándola de compras para comprarle ropa de diseñador. Fran comenta: "Solo dije que tenía ganas de un Big Mac, ¡y me conseguiste un Bob Mackie!".[31]
- En el episodio 6 de la temporada 5 de Girls de HBO, "The Panic in Central Park", el personaje Marnie Michaels se prueba un vestido sin mangas brillante y rojo y se refiere a sí misma como una "Barbie de Bob Mackie".[32]

## Premios y nominaciones

### Premios de la Academia
Los Premios de la Academia son otorgados anualmente por la Academia de Artes y Ciencias Cinematográficas. Mackie ha recibido 3 nominaciones.
| Año  | Nominated work       | Premio              | Resultado |
| ---- | -------------------- | ------------------- | --------- |
| 1973 | Lady Sings the Blues | Best Costume Design | Nominado  |
| 1976 | Funny Lady           | Best Costume Design | Nominado  |
| 1982 | Pennies from Heaven  | Best Costume Design | Nominado  |

### American Choreography Awards
Los American Choreography Awards honraron a coreógrafos destacados en los campos del cine, la televisión, los videos musicales y los comerciales. Mackie ha recibido 1 premio honorífico.
| Año  | Nominated work | Premio           | Resultado  |
| ---- | -------------- | ---------------- | ---------- |
| 2001 | Él mismo       | Governor's Award | Honorífico |

### Premios del gremio de diseñadores de vestuario
Los premios del Gremio de Diseñadores de Vestuario son otorgados anualmente por el Gremio de Diseñadores de Vestuario a diseñadores de vestuario en películas, televisión y comerciales. Mackie ha recibido 1 premio honorífico.
| Año  | Nominated work | Premio                                                      | Resultado  |
| ---- | -------------- | ----------------------------------------------------------- | ---------- |
| 1999 | Él mismo       | Premio Disaronno a la trayectoria profesional en televisión | Honorífico |

### Emmy Awards
Los premios Emmy se entregan en uno de los numerosos eventos o concursos estadounidenses anuales, cada uno de los cuales reconoce los logros en un sector particular de la industria televisiva. Mackie ha recibido 1 premio honorífico y 9 premios competitivos de 32 nominaciones.
| Año  | Trabajo nominado                                        | Premio                                                                              | Resultado |
| ---- | ------------------------------------------------------- | ----------------------------------------------------------------------------------- | --------- |
| 1966 | Wonderful World of Burlesque II                         | Individual Achievements in Art Direction and Allied Crafts - Costume Design         | Nominado  |
| 1967 | Alice Through The Looking Glass                         | Individual Achievements in Art Direction and Allied Crafts - Costume Design         | Ganador   |
| 1969 | The Carol Burnett Show                                  | Outstanding Individual Achievement in the Visual Arts                               | Nominado  |
| 1970 | Diana Ross and The Supremes and The Temptations         | Outstanding Achievement in Costume Design                                           | Ganador   |
| 1972 | The Sonny & Cher Comedy Hour                            | Outstanding Achievement in Costume Design                                           | Nominado  |
| 1974 | The Sonny & Cher Comedy Hour                            | Outstanding Achievement in Costume Design                                           | Nominado  |
| 1975 | Cher                                                    | Outstanding Achievement in Costume Design                                           | Nominado  |
| 1976 | Cher                                                    | Outstanding Achievement in Costume Design for Music - Variety                       | Nominado  |
| 1976 | Mitzi...Roarin' in the 20's                             | Outstanding Achievement in Costume Design for Music - Variety                       | Ganador   |
| 1977 | An Evening with Diana Ross The Big Event                | Outstanding Achievement in Costume Design for Music - Variety                       | Nominado  |
| 1977 | The Sonny & Cher Show                                   | Outstanding Achievement in Costume Design for Music - Variety                       | Nominado  |
| 1978 | Mitzi...Zings Into Spring                               | Outstanding Achievement in Costume Design for Music - Variety                       | Ganador   |
| 1979 | Cher...And Other Fantasies                              | Outstanding Costume Design for a Limited Series or Special                          | Nominado  |
| 1980 | Ann-Margret - Hollywood Movie Girls                     | Outstanding Costume Design for a Limited Series or Special                          | Nominado  |
| 1983 | Mama's Family                                           | Outstanding Costume Design for a Series                                             | Nominado  |
| 1984 | Mama's Family                                           | Outstanding Costume Design for a Series                                             | Ganador   |
| 1986 | Neil Diamond...Hello Again                              | Outstanding Costume Design for a Variety or Music Program                           | Nominado  |
| 1987 | Mama's Family                                           | Outstanding Achievement for Costuming in a Series                                   | Nominado  |
| 1987 | Fresno                                                  | Outstanding Achievement for Costuming in a Miniseries                               | Nominado  |
| 1988 | The 60th Annual Academy Awards                          | Outstanding Individual Achievement - Special Events                                 | Nominado  |
| 1990 | Julie and Carol: Together Again                         | Outstanding Costume Design for a Variety or Music Program                           | Nominado  |
| 1991 | Cher At The Mirage                                      | Outstanding Costume Design for a Variety or Music Program                           | Nominado  |
| 1991 | Carol & Company                                         | Outstanding Costume Design for a Variety or Music Program                           | Ganador   |
| 1992 | The Carol Burnett Show                                  | Outstanding Individual Achievement in Costume Design for a Variety or Music Program | Nominado  |
| 1993 | The Carol Burnett Show: A Reunion                       | Outstanding Individual Achievement in Costume Design for a Variety or Music Program | Nominado  |
| 1994 | Gypsy                                                   | Outstanding Individual Achievement in Costume Design for a Variety or Music Program | Nominado  |
| 1995 | Men, Movies And Carol                                   | Outstanding Individual Achievement in Costume Design for a Variety or Music Program | Ganador   |
| 1997 | Mrs. Santa Claus                                        | Outstanding Costume Design for a Miniseries or Special                              | Nominado  |
| 1998 | Blue Suede Shoes - Ballet Rocks!                        | Outstanding Costume Design for a Variety or Music Program                           | Nominado  |
| 2000 | Cher: Live In Concert - From The MGM Grand In Las Vegas | Outstanding Costumes for a Variety or Music Program                                 | Ganador   |
| 2002 | Himself                                                 | Television Hall of Fame                                                             | Honored   |
| 2003 | Cher - The Farewell Tour                                | Outstanding Costumes for a Variety or Music Program                                 | Ganador   |
| 2006 | Once Upon A Mattress                                    | Outstanding Costumes for a Miniseries, Movie or a Special                           | Nominado  |

### Premios RuPaul's Drag Race
RuPaul's Drag Race es un programa de competencia de realidad presentado por la drag queen estadounidense RuPaul. El programa destaca y celebra periódicamente a los íconos de la cultura pop que han influido en la cultura LGBTQIA+ a lo largo de los años con su "Premio Giving Us Life-time Achievement". Mackie ha recibido un premio honorífico.
| Año  | Trabajo nominado | Premio                                | Resultado  |
| ---- | ---------------- | ------------------------------------- | ---------- |
| 2023 | Él mismo         | Giving Us Life-time Achievement Award | Honorífico |

### Premios Tony
Los Premios Tony son presentados anualmente por el American Theatre Wing y The Broadway League. Mackie ha recibido 1 premio de 1 nominación.
| Año  | Trabajo nominado | Premio                                  | Resultado |
| ---- | ---------------- | --------------------------------------- | --------- |
| 2019 | The Cher Show    | Mejor Diseño de Vestuario en un Musical | Ganador   |

### Premios TV Land
El Premio TV Land generalmente conmemora programas que ya no están al aire, en lugar de producciones actuales. Mackie ha recibido 1 premio honorífico.
| Año  | Trabajo nominado       | Premio       | Resultado  |
| ---- | ---------------------- | ------------ | ---------- |
| 2005 | The Carol Burnett Show | Legend Award | Honorífico |